# Aneflus variegatus
Aneflus variegatus là một loài bọ cánh cứng trong họ Cerambycidae.